# Halfdan il Valoroso
Halfdan il Valoroso, o Hálfdan snjalli (VII secolo), è il leggendario padre di Ivar Vidfamne secondo la Saga di Hervör, la Saga degli Ynglingar, la Saga di Njáll e lo Hversu Noregr byggðist. L'opera di genealogia Hversu Noregr byggðist dice che fu figlio di Harald il Vecchio figlio di Valdar figlio di Hróarr (cioè lo Hroðgar del Beowulf).

## LaSaga degli Ynglingar
Snorri Sturluson riportò che il re svedese Ingjald Illráði ("Malgovernante") diede in sposa sua figlia Åsa a re Guðröðr di Scania. Åsa era però figlia di suo padre e fece uccidere da Guðröðr suo fratello Halfdan, il padre di Ivar Vidfamne. Più tardi causò anche la morte di Guðröðr e dovette rifugiarsi da suo padre; la gente in seguito chiamò anche lei Illráði come il padre Ingjald.
Ivar Vidfamne raccolse un grande esercito e accerchiarono Ingjald e sua figlia a Ræning, dove i due si suicidarono dandosi fuoco nella reggia.

## LaSaga di Hervör
Mentre la Saga degli Ynglingar non ci parlano della madre di Halfdan, la Saga di Hervör ci informa che ella fu Hild, la figlia del re dei Goti Heiðrekr Ulfhamr, il figlio di Angantyr che sconfisse gli Unni. Lo Hversu Noregr byggðist riporta la stessa genealogia, ma chiama la madre di Halfdan Hervor.
La Saga di Hervör dice poi che Halfdan ebbe come figlio Ivar Vidfamne, che attaccò Ingjald Illráði portandolo a suicidarsi dando fuoco alla sua reggia a Ræning con lui e tutto il suo seguito all'interno. Dopodiché Ivar Vidfamne conquistò la Svezia.